# Илиев, Стефан
Стефан Методиев Илиев (25 июня 1935, Стамбул, Турция — 17 января 2018, София, Болгария) — болгарский актёр театра и кино. Заслуженный артист НРБ (1985).

## Биография
Стефан Илиев родился 25 июня 1935 года в Стамбуле, где жил и учился в болгарской школе до 1944 года, когда его отца с семьёй депортировали из Турции как гражданина Болгарии. Учился во 2-й мужской гимназии и родители хотели, чтобы он стал военным, однако он пошёл в театральный институт. В 1958 году окончил Высший институт театрального искусства по специальности актёрское мастерство (сейчас Национальная академия театрального и киноискусства имени Кресто Сарафова), курс профессора Н. Масалитинова.
Работал в драматическом театре «Рачо Стоянов» в Габрово, в драматических театрах Плевена и Перник, Молодёжном театре, театре «София».
Много снимался в кино и на телевидении. Во время съёмок картины «Зарево над Дравой» (1974) был оглушён и ранен при взрыве, у врачей были опасения, что актёр может потерять зрение и слух.
В 1990—2005 годах был председателем Союза болгарских актёров.

## Роли в театре
- «Спящая красавица» — А. Гуляшки — Авакум Захов
- «Скупой рыцарь» — А. С. Пушкин — Герцог
- «Марютка и поручик» — Б. А. Лавренёв — поручик
- «Трёхгрошовая опера» — Б. Брехт — Браун
- «Красный и коричневый» — Ив. Радоев — Геринг
- «Три сестры» — А. П. Чехов — Вершинин
- «Лысая певица» — Эжен Ионеско — господин Смит

## Фильмография
- 1962 — Пленённая стая (болг. Пленено ято)
- 1963 — Между рельсами (болг. Между релсите) — начальник полиции
- 1967 — Отклонение (болг. Отклонение) — Коста
- 1967 — Револьвер капрала (нем. Der Revolver des Corporals) — Рене
- 1969 — Господин Никто (болг. Господин Никой) — Альберт, контрразведчик
- 1969 — Восьмой (болг. Осмият) — капитан полиции
- 1969 — Свобода или смерть (болг. Свобода или смърт) — Войновский
- 1969—1971 — На каждом километре (болг. На всеки километър) — Лесли
- 1970 — Старик (болг. Старецът)
- 1970 — Один миг свободы (болг. Един миг свобода) — Стефан
- 1970 — Украденный поезд (болг. Откраднатият влак) — Андрей Черкезов, капитан
- 1971 — Нет ничего лучше плохой погоды (болг. Няма нищо по-хубаво от лошото време)
- 1971 — Гневная поездка (болг. Гневно пътуване)
- 1973 — Игрек 17 (болг. Игрек 17)
- 1974 — Трудная любовь (болг. Трудна любов) — муж Екатерины
- 1974 — Зарево над Дравой (болг. Зарево над Драва) — Ганчовский, поручик
- 1975 — Это настоящий мужчина (болг. Този истински мъж) — директор
- 1975 — Свадьбы Иоанна Асена (болг. Сватбите на Йоан Асен)
- 1975 — Магистраль (болг. Магистрала) — офицер
- 1976 — Русалочка (СССР, Болгария; болг. Малката русалка) — рыцарь Адальберт Гринли Рейнольд Марндельский
- 1976 — Чтобы съесть яблоко (болг. Да изядеш ябълката) — Джерикаров
- 1976 — Солдаты свободы (СССР, Болгария, Польша, Чехословакия, Венгрия, ГДР; болг. Войници на свободата) — эпизод
- 1978 — Кумпарсита (болг. Компарсита) — Марин Янев, помощник в ЦК БКП
- 1979 — Фото на память (болг. Снимки за спомен) — Тодоров
- 1979 — Пуск… люблю тебя (болг. Бягай... обичам те)
- 1981 — Барсук (болг. Язовецът) — '
- 1981 — Петко воевода (болг. Петко войвода)
- 1982 — Собака в чемодане (болг. Куче в чекмедже) — отец Митко
- 1982 — Никколо Паганини (Болгария, СССР) — эпизод
- 1983 — Равновесие (болг. Равновесие) — приятель отца Марии
- 1983 — Госпожа и её мужская компания (болг. За госпожицата и нейната мъжка компания) — Теохара
- 1985 — Смерть коммивояжера (болг. Смъртта на търговския пътник)
- 1985 — Забудьте это дело (болг. Забравете този случай) — Милев
- 1985 — Утро ещё не день (болг. Денят не си личи по заранта)
- 1985 — На другом берегу — свобода (Болгария — Чехословакия) — начальник полиции
- 1986 — Фокстрот (болг. Фокстрот)
- 1986 — Куда ты идёшь (болг. За къде пътувате)
- 1986 — Эшелоны смерти (болг. Ешелоните на смъртта) — аптекарь Сами
- 1986 — Васко да Гама из села Рупча (болг. Васко да Гама от село Рупча) — боцман
- 1986 — В пятницу вечером (болг. Петък вечер) — начальник Стоянов
- 1987 — Тоска по белой дороге (болг. Копнежи по белия път)
- 1987 — История с собакой без собаки (болг. История с куче без куче)
- 1988 — А теперь куда? (болг. А сега накъде)
- 1988 — Большая игра (СССР, Болгария; болг. Голямата игра) — Спасов-Вылчев, секретарь посольства Болгарии во Франции
- 1991 — О, Боже, где ты? (болг. О, Господи, къде си?) — Любо
- 1999 — Операция отряда Дельта 4 (США; англ. Operation Delta Force 4: Deep Fault)
- 2004 — Големанов (болг. Големанов)
- 2012 — Под прикрытием (болг. Под прикритие) — генерал Пенев